# Aldo Patriciello
Aldo Patriciello (né le 27 septembre 1957 à Venafro) est un homme politique italien de Forza Italia.

## Biographie
Après avoir été vice-président du Molise de 1995 à 2006, il fait son entrée au Parlement européen en 2006 en remplacement de Lorenzo Cesa. Il est membre de l'Union de centre jusqu'en 2008, année où il rejoint Le Peuple de la liberté. 
Il est réélu député européen en 2009, 2014 et 2019.